# 帕斯夸莱·马里利亚诺
帕斯夸莱·马里利亚诺（義大利語：Pasquale Marigliano，1965年3月7日—），意大利男子赛艇运动员。他曾代表意大利参加世界赛艇锦标赛，获得二枚金牌、二枚银牌和二枚铜牌。他也曾参加1988年夏季奥运会。